# Raba (Danubio)
El Raba (en alemán: Raab, en húngaro: Rába y en esloveno: Raba) es un río situado en el sureste de Austria y en el oeste de Hungría, un afluente por la derecha del Danubio.

## Geografía
Su manadero está en Austria, algunos kilómetros al este de Bruck an der Mur, bajo la colina de Heubodenhöhe. Atraviesa los estados austriacos de Estiria y Burgenland y los condados húngaros de Vas y Győr-Moson-Sopron. Tiene 298,2 km de largo, de los cuales alrededor de 100 km están en territorio austríaco. Desemboca en un afluente del Danubio (Mosoni-Duna) en el noroeste de Hungría, en la ciudad de Győr. Las principales ciudades que cruza son las de Gleisdorf, Feldbach (ambas en Austria), Szentgotthárd y Körmend (en Hungría). A comienzos del Cenozoico, el río corría en dirección opuesta a la moderna, pero el levantamiento tectónico invirtió el sentido de la corriente.

## Nombre
El Raba aparece mencionado en la Antigüedad como Arrabo (en latín) y Arabon (Ἀραβον, en griego). Luego aparece como Raba y Hrapa en el 791 d. C., y como ad Rapam en el año 890. Los diversos nombres modernos del río derivan del romance «Rābo». El nombre es probablemente indoeuropeo, aunque se ignora su origen.

## Eslovenos del Raba
Los eslovenos del Raba que habitan en el valle del Raba (en esloveno, Porabje; en húngaro, Vendvidék) son el grupo más occidental de eslovenos húngaros. El valle del Raba forma parte de la región de Transmurania (o Prekmurje).